# Тихомирова, Варвара Николаевна
Тихомирова Варвара Николаевна (2 (14) октября 1875 года, Вышний Волочёк — 1961 год) — советский метеоролог, геофизик, педагог.
Первая женщина-исследователь в области экспериментальной метеорологии. Занималась усовершенствованием приборов и созданием нового оборудования, изучением пределов точности измерений метеорологических параметров, методикой поверки техники, составлением пособий и инструкций для рядовых наблюдателей на сети станций, много времени уделяла педагогической работе.

## Биография
Родилась 2 (14) октября 1875 года в городе Вышний Волочёк Тверской губернии в семье «уволенного из духовного ведомства» Николая Дмитриева Тихомирова и его жены Александры Александровны (по другим сведениям — 30 сентября 1875 года).
Окончила Тверскую женскую гимназию. В 1895 году поступила на физико-математическое отделение Санкт-Петербургских Высших женских курсов (ВЖК), которые окончила в 1899 году по группе физики и геофизики. Некоторое время оставалась на курсах для прохождения практики по астрономии, одновременно принимая участие в проведении практических занятий в физической лаборатории. За недостатком средств на штатных ассистентов и лаборантов на ВЖК довольно часто привлекались добровольные помощники из старшекурсниц или уже окончивших курсы (в их числе была и Варвара Николаевна). В 1909 году она была официально зачислена ассистентом по физике.
В 1900 году устроилась поверителем в 1-ю Поверительную палатку в Санкт-Петербурге, первую в стране, до 1914 года работала в должности поверителя. Палатки работали под руководством и контролем Главной палаты мер и весов, которую в 1893 году создал и возглавил Д. И. Менделеев (в настоящее время это ВНИИМ имени Д. И. Менделеева).
В 1914 году получила приглашение от Б. Б. Голицына перейти на работу в Главную физическую обсерваторию (ГФО). После соблюдения многих формальностей — прошения на высочайшее имя, представления директора ГФО на имя министра просвещения с обязательной ссылкой на закон от 24 декабря 1912 года, ответа министра — «честь имею уведомить», и опять со ссылкой на закон, — В. Н. Тихомирова с 1 февраля 1914 года была зачислена сверхштатным сотрудником отдела наблюдений и поверки инструментов обсерватории. Впоследствии Варвара Николаевна занимала должности физика, учёного специалиста, заместителя заведующего отделом геофизика Д. А. Смирнова.
В 1919 году Бестужевские курсы слились с Петроградским государственным университетом, и В. Н. Тихомирова стала ассистентом на кафедре физики. В 1934 году она начала заниматься организацией учебной лаборатории по метеорологическим приборам и методам наблюдений.
В. Н. Тихомирова трудилась в Главной геофизической обсерватории до 1939 года. В университете она продолжала работать до его эвакуации из Ленинграда в начале войны. В июне 1942 года Варвара Николаевна эвакуировалась с внуком (её дочь оставалась в Ленинграде) на Волгу, в Чувашскую АССР. В период эвакуации преподавала в средней школе.
После войны Варвара Николаевна уже не возвращалась к научной и педагогической деятельности, — последние годы жизни посвятила воспитанию внука.
Скончалась Варвара Николаевна Тихомирова на 87-м году жизни, в декабре 1961 года.

## Научная деятельность
В. Н. Тихомирова была первой женщиной, начавшей работать в области экспериментальных исследований по метеорологии.
Научно-методическая работа Варвары Николаевны шла в двух направлениях. Прежде всего, она вместе с Д. А. Смирновым занималась усовершенствованием методики поверки приборов и подготовкой инструкций по производству поверки метеорологических приборов для гидрометеорологических учреждений. Появлялись новые приборы, и было необходимо обеспечить их тарировку и поверку, что требовало применения новых методик. Объём поверительных работ постоянно возрастал, так как с каждым годом увеличивалась потребность в метеорологических приборах и развивалось их промышленное производство.
Другое направление научно-методической работы — совершенствование измерительных метеорологических приборов. Интерес метеорологов вызвала её первая работа по исследованию характеристик электротермометра фирмы «Гартман и Браун» (нем.), опубликованная в связи с обсуждением вопроса о возможности использования этого нового прибора на практике (Известия ГФО, 1920, № 3). Большое признание среди специалистов получил сконструированный Тихомировой аспирационный электротермометр для измерения температуры припочвенного слоя воздуха, на разных высотах в нескольких сантиметрах над поверхностью земли.
На Первом всероссийском геофизическом съезде, проходившем в Москве в мае 1925 года, Варвара Николаевна сделала сообщение о конструкции и назначении разработанного ею аспирационного электротермометра и получила полное одобрение. В том же году описание прибора было опубликовано в Геофизическом сборнике, т. 4, вып. 3, впоследствии оно приводилось в руководствах и учебных пособиях по метеорологическим приборам В. Н. Кедроливанского и др. До этого времени подобного прибора у метеорологов не было.
Аспирационный электротермометр был изготовлен в двух экземплярах и установлен на метеостанциях в Ленинграде и в Павловске. Как писал Кедроливанский, прибор вполне отвечал своему назначению и мог быть передан заинтересованным сельскохозяйственным организациям и на станции обсерваторского типа. Однако его широкое внедрение было ограничено малодоступностью высокочувствительных гальванометров, являвшихся одной из составных частей прибора.
В 1930-е годы В. Н. Тихомирова занималась разработкой прибора для измерения температуры почвы на разных глубинах, действовавшего по тому же термоэлектрическому принципу, что и аспирационный электротермометр. Этот прибор она предназначала также для сельскохозяйственных целей, считая, в частности, что он необходим для определения глубины промерзания почвы. Сконструированный ею электротермометр по своему устройству и принципу действия, конечно, имел определённые преимущества по сравнению с применяемыми на метеостанциях вытяжными термометрами, но, по-видимому, не был доведен до опытного образца и с уходом Варвары Николаевны из ГГО оказался забытым.

## Педагогическая деятельность
В. Н. Тихомирова много времени отдавала педагогической работе и занималась ею практически всю свою жизнь. Ещё в годы учёбы в гимназии она давала уроки. Позже, уже работая поверителем, преподавала в вечерних школах и на курсах (в частности, в 1906—1909 годах на курсах Черняева для рабочих), а затем и в высших учебных заведениях. Сразу после окончания Высших женских курсов (ВЖК) Варвара Николаевна стала одной из добровольных помощниц, принимавших участие в проведении практических занятий в физической лаборатории ВЖК. В 1909 году она была официально зачислена ассистентом по физике. В 1919 году Бестужевские курсы слились с Петроградским государственным университетом. С того времени, став сотрудницей университета, она вела практические занятия на кафедре физики и ассистировала на лекциях известных профессоров Н. А. Булгакова, Ф. Я. Капустина, С. Я. Терешина.
В 1930-е годы, продолжая оставаться ассистентом на кафедре физики, В. Н. Тихомирова вместе с двумя другими бестужевками — В. Н. Шапошниковой и А. Г. Емельяновой — руководила работой студентов в первой физической лаборатории ЛГУ. В этой лаборатории занимались все студенты физико-математического факультета. Многие стажеры и практиканты работали под её руководством в отделе поверки Главной геофизической обсерватории (ГГО).
В 1934 году профессор П. Н. Тверской пригласил В. Н. Тихомирову, которую хорошо знал по ГФО (ГГО), на кафедру физики атмосферы ЛГУ для организации учебной лаборатории по метеорологическим приборам и методам наблюдений. Лаборатория предназначалась для студентов-физиков, поэтому нужно было организовать работу таким образом, чтобы они не просто знакомились с приборами, а изучали их параметры, исследовали точность, проверяли тарировку и т. п. Впоследствии первая небольшая лаборатория кафедры физики атмосферы ЛГУ расширилась, в ней поставили работы по атмосферному электричеству, радиоактивности и другие.

## Семья
Дочь — Марина Александровна Тихомирова (1911—1992) — старший научный сотрудник и главный хранитель Петергофских дворцов-музеев в 1943—1947 годах, внёсшая важный вклад в послевоенное восстановление дворцов-музеев и парков.